# Stefano Cuoghi
Stefano Cuoghi (Modena, 8 agosto 1959) è un allenatore di calcio ed ex calciatore italiano di ruolo centrocampista.

## Biografia
Anche suo figlio Marco è un calciatore.

## Carriera

### Giocatore
Nato e cresciuto nel Modena, con i canarini debutta nel calcio professionistico. Nel 1980 approda al Milan dove rimane tre stagioni tra Serie A e Serie B. In rossonero sarà uno dei protagonisti delle due promozioni dalla serie cadetta alla serie A. In seguito torna a Modena per poi trasferirsi al Perugia.

Cuoghi (in secondo piano) in azione al Pisa nel 1989, alle prese con il laziale Di Canio.

Successivamente passerà al Pisa protagonista del ritorno dei nerazzurri in Serie A. Dopo quattro stagioni in Toscana, nel 1990 approda al Parma, dove vince Coppa Italia e Coppa delle Coppe (segnando il gol del definitivo 3-1 in finale contro l'Anversa a Wembley). A giugno 1993 lascia il calcio giocato.

### Allenatore
Comincia ad allenare nel 1997-98 a Giulianova portando la squadra abruzzese a una tranquilla salvezza (10º posto). Nella stagione seguente passerà al Messina in C2. Arriverà 2° rimandando la promozione in C1 all'anno dopo quando chiuderà la classifica di C2 al 1º posto. Nelle stagioni seguenti siederà sulle panchine di Brescello (C1), Crotone (serie B), Spezia (C1), Grosseto (C1), Salernitana (C1), Foggia (C1), Arezzo (C1) e Venezia (C1).
Il 2 novembre 2009 diventa, l'allenatore del Pisa in Serie D, con il quale ottiene la promozione tra i professionisti con quattro giornate di anticipo. Guida i nerazzurri anche nella stagione successiva in Lega Pro Prima Divisione.
Nella stagione 2011-2012 viene ingaggiato dal Viareggio che porterà alla salvezza anche nella stagione seguente, sfiorando la vittoria della Coppa Italia di Lega Pro (perde la finale con il Latina).
Il 6 settembre 2013, in seguito all'esonero di Francesco Statuto, torna a Grosseto, dopo otto anni. In seguito a un pareggio con la Paganese, Cuoghi viene esonerato dalla guida tecnica della squadra maremmana. Pochi mesi dopo, il 12 giugno 2014, troverà l'accordo per allenare proprio la squadra di Pagani.
Il 13 marzo 2016 gli viene affidata la guida tecnica del Como, sostituendo Gianluca Festa, nel disperato tentativo di ottenere la salvezza in Serie B.
Il 7 agosto 2016 firma con il Lecco, militante in Serie D. Viene esonerato il 16 ottobre, per essere richiamato dopo dieci giorni per poi dimettersi (rescindendo consensualmente il contratto) il 9 dicembre, giacché il suo compenso viene giudicato eccessivo e non onorabile dalla società (frattanto fallita e posta in amministrazione straordinaria).
Il 19 settembre 2022, dopo 6 anni d'inattività, fa ritorno su una panchina diventando il vice di Silvio Baldini al Perugia; tuttavia il 19 ottobre seguente viene sollevato dall'incarico in seguito alle dimissioni di Baldini.

## Statistiche

### Presenze e reti nei club
| Stagione        | Squadra         | Campionato      | Campionato | Campionato | Coppe nazionali | Coppe nazionali | Coppe nazionali | Coppe continentali | Coppe continentali | Coppe continentali | Altre coppe | Altre coppe | Altre coppe | Totale | Totale |
| Stagione        | Squadra         | Comp            | Pres       | Reti       | Comp            | Pres            | Reti            | Comp               | Pres               | Reti               | Comp        | Pres        | Reti        | Pres   | Reti   |
| --------------- | --------------- | --------------- | ---------- | ---------- | --------------- | --------------- | --------------- | ------------------ | ------------------ | ------------------ | ----------- | ----------- | ----------- | ------ | ------ |
| 1977-1978       | Modena          | B               | 7          | 0          | CI              | ?               | ?               | -                  | -                  | -                  | -           | -           | -           | 7+     | 0+     |
| 1978-1979       | Modena          | C1              | 19         | 3          | CI+CI-C         | ?               | ?               | -                  | -                  | -                  | -           | -           | -           | 19+    | 3+     |
| 1979-1980       | Modena          | C2              | 30         | 12         | CI-C            | ?               | ?               | -                  | -                  | -                  | -           | -           | -           | 30+    | 12+    |
| 1980-1981       | Milan           | B               | 27         | 3          | CI              | 0               | 0               | -                  | -                  | -                  | -           | -           | -           | 27     | 3      |
| 1981-1982       | Milan           | A               | 5          | 0          | CI              | 0               | 0               | CM                 | 2                  | 0                  | -           | -           | -           | 7      | 0      |
| 1982-1983       | Milan           | B               | 29         | 2          | CI              | 2               | 0               | -                  | -                  | -                  | -           | -           | -           | 31     | 2      |
| Totale Milan    | Totale Milan    | Totale Milan    | 61         | 5          |                 | 2               | 0               |                    | 2                  | 0                  |             | -           | -           | 65     | 5      |
| 1983-1984       | Modena          | C1              | 24         | 2          | CI-C            | ?               | ?               | -                  | -                  | -                  | -           | -           | -           | 24+    | 2+     |
| 1984-1985       | Modena          | C1              | 31         | 0          | CI-C            | ?               | ?               | -                  | -                  | -                  | -           | -           | -           | 31+    | 0+     |
| Totale Modena   | Totale Modena   | Totale Modena   | 101        | 17         |                 | ?               | ?               |                    | -                  | -                  |             | -           | -           | 101+   | 17+    |
| 1985-1986       | Perugia         | B               | 34         | 0          | CI              | 5               | 1               | -                  | -                  | -                  | -           | -           | -           | 39     | 1      |
| 1986-1987       | Pisa            | B               | 31         | 4          | CI              | 0               | 0               | -                  | -                  | -                  | -           | -           | -           | 31     | 4      |
| 1987-1988       | Pisa            | A               | 23         | 1          | CI              | 7               | 0               | CM                 | 3                  | 1                  | -           | -           | -           | 33     | 2      |
| 1988-1989       | Pisa            | A               | 26         | 0          | CI              | 3               | 0               | -                  | -                  | -                  | -           | -           | -           | 29     | 0      |
| 1989-1990       | Pisa            | B               | 36         | 6          | CI              | 1               | 0               | -                  | -                  | -                  | -           | -           | -           | 37     | 7      |
| Totale Pisa     | Totale Pisa     | Totale Pisa     | 116        | 11         |                 | 11              | 0               |                    | 3                  | 1                  |             | -           | -           | 130    | 12     |
| 1990-1991       | Parma           | A               | 29         | 0          | CI              | 1               | 0               | -                  | -                  | -                  | -           | -           | -           | 30     | 0      |
| 1991-1992       | Parma           | A               | 31         | 1          | CI              | 8               | 0               | CU                 | 2                  | 0                  | -           | -           | -           | 41     | 1      |
| 1992-1993       | Parma           | A               | 22         | 2          | CI              | 4               | 0               | CdC                | 8                  | 1                  | SI          | 1           | 0           | 35     | 3      |
| Totale Parma    | Totale Parma    | Totale Parma    | 82         | 3          |                 | 13              | 0               |                    | 10                 | 1                  |             | 1           | 0           | 106    | 4      |
| Totale carriera | Totale carriera | Totale carriera | 394        | 36         |                 | 31+             | 1+              |                    | 15                 | 2                  |             | 1           | 0           | 441+   | 39+    |

### Statistiche da allenatore
Statistiche aggiornate al 30 giugno 2017. In grassetto le competizioni vinte.
| Stagione        | Squadra         | Campionato      | Campionato | Campionato | Campionato | Campionato | Coppe nazionali | Coppe nazionali | Coppe nazionali | Coppe nazionali | Coppe nazionali | Coppe continentali | Coppe continentali | Coppe continentali | Coppe continentali | Coppe continentali | Altre coppe | Altre coppe | Altre coppe | Altre coppe | Altre coppe | Totale | Totale | Totale | Totale | % Vittorie | Piazzamento             |
| Stagione        | Squadra         | Comp            | G          | V          | N          | P          | Comp            | G               | V               | N               | P               | Comp               | G                  | V                  | N                  | P                  | Comp        | G           | V           | N           | P           | G      | V      | N      | P      | %          | Piazzamento             |
| --------------- | --------------- | --------------- | ---------- | ---------- | ---------- | ---------- | --------------- | --------------- | --------------- | --------------- | --------------- | ------------------ | ------------------ | ------------------ | ------------------ | ------------------ | ----------- | ----------- | ----------- | ----------- | ----------- | ------ | ------ | ------ | ------ | ---------- | ----------------------- |
| 1997-1998       | Giulianova      | C1              | 13         | 5          | 3          | 5          | CI-C            | -               | -               | -               | -               | -                  | -                  | -                  | -                  | -                  | -           | -           | -           | -           | -           | 13     | 5      | 3      | 5      | 38,46      | subentrato, 11º         |
| 1998-1999       | Messina         | C2              | 18+3       | 10+1       | 5+1        | 3+1        | CI-C            | 5               | 1               | 3               | 1               | -                  | -                  | -                  | -                  | -                  | -           | -           | -           | -           | -           | 26     | 12     | 9      | 5      | 46,15      | subentrato, 2º          |
| 1999-2000       | Messina         | C2              | 34         | 19         | 13         | 2          | CI-C            | 4               | 0               | 4               | 0               | -                  | -                  | -                  | -                  | -                  | -           | -           | -           | -           | -           | 38     | 19     | 17     | 2      | 50,00      | 1º (prom.)              |
| Totale Messina  | Totale Messina  | Totale Messina  | 55         | 30         | 19         | 6          |                 | 9               | 1               | 7               | 1               |                    | -                  | -                  | -                  | -                  |             | -           | -           | -           | -           | 64     | 31     | 26     | 7      | 48,44      |                         |
| 2000-2001       | Brescello       | C1              | 34+2       | 4          | 16+2       | 14         | CI+CI-C         | 3+8             | 1+5             | 1+2             | 1+1             | -                  | -                  | -                  | -                  | -                  | -           | -           | -           | -           | -           | 47     | 10     | 21     | 16     | 21,28      | 17º (retr.)             |
| 2001-2002       | Crotone         | B               | 8          | 0          | 3          | 5          | CI              | -               | -               | -               | -               | -                  | -                  | -                  | -                  | -                  | -           | -           | -           | -           | -           | 8      | 0      | 3      | 5      | &0,00      | subentrato, esonerato   |
| 2002-2003       | Spezia          | C1              | 19         | 5          | 8          | 6          | CI+CI-C         | 0+2             | 1               | 0               | 1               | -                  | -                  | -                  | -                  | -                  | -           | -           | -           | -           | -           | 21     | 6      | 8      | 7      | 28,57      | subentrato, esonerato   |
| 2004-2005       | Grosseto        | C1              | 2+2        | 2          | 0+1        | 0+1        | CI-C            | -               | -               | -               | -               | -                  | -                  | -                  | -                  | -                  | -           | -           | -           | -           | -           | 4      | 2      | 1      | 1      | 50,00      | subentrato, 4º          |
| 2005-2006       | Salernitana     | C1              | 22+2       | 10+1       | 10         | 2+1        | -               | -               | -               | -               | -               | -                  | -                  | -                  | -                  | -                  | -           | -           | -           | -           | -           | 24     | 11     | 10     | 3      | 45,83      | subentrato, 5º          |
| 2006-2007       | Foggia          | C1              | 19         | 8          | 8          | 3          | CI-C            | 9               | 6               | 2               | 1               | -                  | -                  | -                  | -                  | -                  | -           | -           | -           | -           | -           | 28     | 14     | 10     | 4      | 50,00      | esonerato               |
| 2007-2008       | Arezzo          | C1              | 14         | 4          | 8          | 2          | CI-C            | -               | -               | -               | -               | -                  | -                  | -                  | -                  | -                  | -           | -           | -           | -           | -           | 14     | 4      | 8      | 2      | 28,57      | subentrato, esonerato   |
| 2008-2009       | Venezia         | 1D              | 11         | 0          | 5          | 6          | CI-LP           | -               | -               | -               | -               | -                  | -                  | -                  | -                  | -                  | -           | -           | -           | -           | -           | 11     | 0      | 5      | 6      | &0,00      | subentrato, esonerato   |
| 2009-2010       | Pisa            | D               | 27         | 18         | 7          | 2          | CI-D            | -               | -               | -               | -               | -                  | -                  | -                  | -                  | -                  | PS          | 3           | 2           | 0           | 1           | 30     | 20     | 7      | 3      | 66,67      | subentrato, 1º (prom.)  |
| 2010-2011       | Pisa            | 1D              | 15         | 2          | 9          | 4          | CI-LP           | 7               | 6               | 1               | 0               | -                  | -                  | -                  | -                  | -                  | -           | -           | -           | -           | -           | 22     | 8      | 10     | 4      | 36,36      | esonerato               |
| Totale Pisa     | Totale Pisa     | Totale Pisa     | 42         | 20         | 16         | 6          |                 | 7               | 6               | 1               | 0               |                    | -                  | -                  | -                  | -                  |             | 3           | 2           | 0           | 1           | 52     | 28     | 17     | 7      | 53,85      |                         |
| 2012-2013       | Viareggio       | 1D              | 30         | 9          | 9          | 12         | CI-LP           | 9               | 5               | 3               | 1               | -                  | -                  | -                  | -                  | -                  | -           | -           | -           | -           | -           | 39     | 14     | 12     | 13     | 35,90      | 11º                     |
| 2013-2014       | Grosseto        | 1D              | 11         | 3          | 5          | 3          | CI+CI-LP        | 0+3             | 3               | 0               | 0               | -                  | -                  | -                  | -                  | -                  | -           | -           | -           | -           | -           | 14     | 6      | 5      | 3      | 42,86      | subentrato, esonerato   |
| Totale Grosseto | Totale Grosseto | Totale Grosseto | 15         | 5          | 6          | 4          |                 | 3               | 3               | 0               | 0               |                    | -                  | -                  | -                  | -                  |             | -           | -           | -           | -           | 18     | 8      | 6      | 4      | 44,44      |                         |
| 2014-2015       | Paganese        | LP              | 7          | 1          | 1          | 5          | CI-LP           | 2               | 1               | 0               | 1               | -                  | -                  | -                  | -                  | -                  | -           | -           | -           | -           | -           | 9      | 2      | 1      | 6      | 22,22      | esonerato               |
| 2015-2016       | Como            | B               | 11         | 2          | 4          | 5          | CI              | -               | -               | -               | -               | -                  | -                  | -                  | -                  | -                  | -           | -           | -           | -           | -           | 11     | 2      | 4      | 5      | 18,18      | subentrato, 22º (retr.) |
| 2016-2017       | Lecco           | D               | 15         | 4          | 2          | 9          | CI-D            | 3               | 2               | 1               | 0               | -                  | -                  | -                  | -                  | -                  | -           | -           | -           | -           | -           | 18     | 6      | 3      | 9      | 33,33      | esonerato               |
| Totale carriera | Totale carriera | Totale carriera | 319        | 108        | 120        | 91         |                 | 55              | 31              | 17              | 7               |                    | -                  | -                  | -                  | -                  |             | 3           | 2           | 0           | 1           | 377    | 141    | 137    | 99     | 37,40      |                         |

## Palmarès

### Giocatore

#### Competizioni nazionali
- Campionato italiano Serie C2: 1

Modena: 1979-1980
- Campionato italiano di Serie B: 2

Milan: 1980-1981, 1982-1983
- Coppa Italia: 1

Parma: 1991-1992

#### Competizioni internazionali
- Coppa Mitropa: 2

Milan: 1981-1982
Pisa: 1987-1988
- Coppa delle Coppe: 1

Parma: 1992-1993

### Allenatore
- Campionato italiano Serie C2: 1

Messina: 1999-2000
- Campionato italiano Serie D: 1

Pisa: 2009-2010